# Сеник, Фёдор Иванович
Фёдор Иванович Сеник (18 (30) апреля 1863 — после 1917) — крестьянин, член IV Государственной думы от Бессарабской губернии.
Православный, крестьянин села Кривое Липканской волости Хотинского уезда.
Образование получил в Бричанском двухклассном образцовом училище. Занимался земледелием (18 десятин), имел три дома. Был сельским писарем (1885—1892), а затем председателем волостного суда и волостным старшиной (1893—1902). До избрания в Государственную думу состоял распорядителем Липканского сельского банка. С 1909 года избирался гласным Хотинского уездного земского собрания.
В 1912 году был избран в члены IV Государственной думы от Бессарабской губернии съездом уполномоченных от волостей. Входил во фракцию центра и Прогрессивный блок. Состоял членом комиссий: земельной, по судебным реформам, по переселенческому делу, о народном здравии, о торговле и промышленности, а также по исполнению государственной росписи доходов и расходов.
Во время Февральской революции находился в Бессарабии и не смог выехать в Петроград ввиду болезни жены. Судьба после 1917 года неизвестна. Был женат, имел пять сыновей.